# Santa Beatriz la Nueva
Santa Beatriz la Nueva är en ort i Mexiko.   Den ligger i kommunen Cuapiaxtla och delstaten Tlaxcala, i den sydöstra delen av landet, 140 km öster om huvudstaden Mexico City. Santa Beatriz la Nueva ligger 2 534 meter över havet och antalet invånare är 324.
Terrängen runt Santa Beatriz la Nueva är platt åt sydväst, men åt nordost är den kuperad. Runt Santa Beatriz la Nueva är det ganska tätbefolkat, med 108 invånare per kvadratkilometer. Närmaste större samhälle är Huamantla, 17,4 km väster om Santa Beatriz la Nueva. Trakten runt Santa Beatriz la Nueva består till största delen av jordbruksmark.